# Saaluncifera lamottei
Saaluncifera lamottei là một loài bướm đêm trong họ Noctuidae.